# Tálas Kati

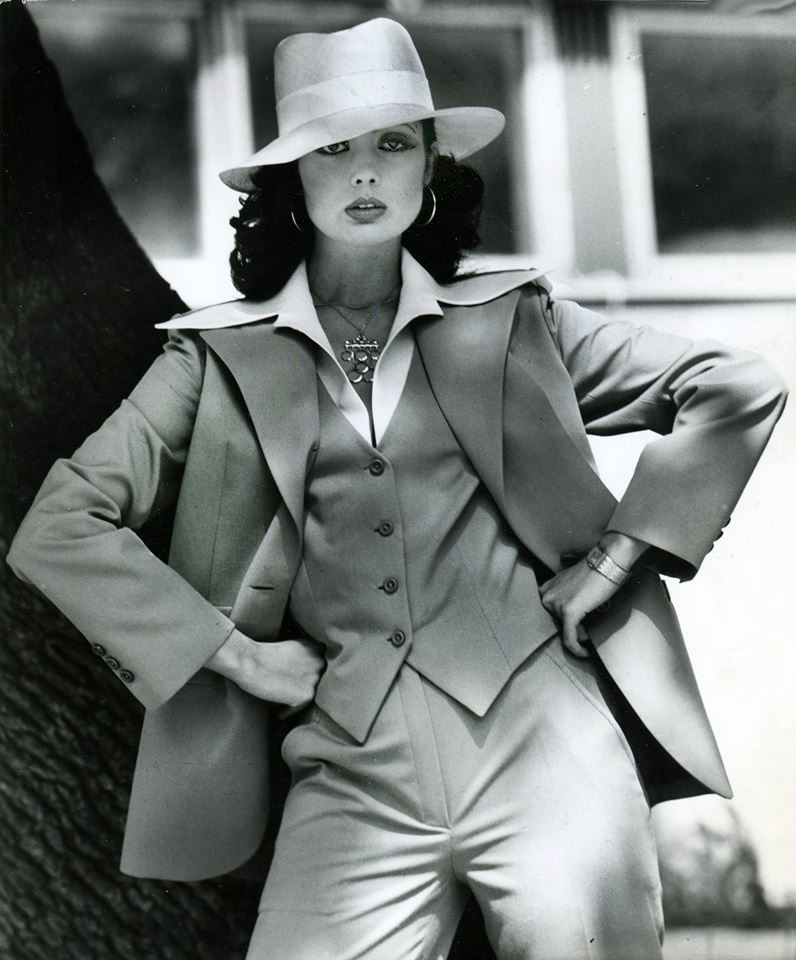
Rózsavölgyi Gyöngyi felvétele

Tálas Kati magyar modell, manöken, fotómodell, presszótulajdonos. Az 1970-es és 80-as évek híres és egyik legfoglalkoztatottabb manökenje. Poliglott (többnyelvű) személy, kiválóan beszél angolul, németül, olaszul, franciául és oroszul.

## Élete
Édesanyja örmény származású, tőle örökölte fekete haját. Gyakran öltöztették a fekete-fehér kontraszt miatt menyasszonyi ruhába. Egyházi gimnáziumba járt, szigorúan nevelték. Édesanyja nem örült, hogy Tálas Kati a manöken szakmát választotta. Alig volt 17 éves, amikor diákmunkán volt, tolmácsként egy filmforgatáson, ahol egy híres, külföldi fotós készített róla képeket. A holland fotós több mint 100 ezer forintot (1300 svájci frankot) küldött Tálas Katinak, honoráriuma volt, amiből egy 1500-as Zsigulit vett. 
Egy fotókiállításon első díjat nyertek a Róla készült fotók, Magyarországon is bekerült egy szakmai lapba, ettől kezdve kapta a felkéréseket fotózásra. 
Fiatal manökenként, a 173 centiméteres magasságával és szépségével rövid idő alatt az 1970-es évek egyik legtöbbet foglalkoztatott fotómodelljévé vált.
Az Ofotértnál igazolványképet szeretett volna csináltatni, amikor olyan fotogénnek találták, hogy azt ajánlották, jelentkezzen az OKISZ Labornál, ahol éppen akkor manökeneket kerestek. Első divatbemutatója általuk volt, 1973-ban. Folyamatosan kapott felkéréseket divatbemutatókra, például a Rotschild Szalon (Rotschild Klára) is foglalkoztatta, ami később Clára Szalon nevet kapta. 
(A konfekcióipart akkoriban két központ: az OKISZ Labor és a Ruhaipari Tervező Vállalat, később pedig a Magyar Divat Intézet (MDI) látta el tervekkel. A szocialista Magyarországon a ruházati nagyipar koordinációját, mind művészeti, mind műszaki téren, a Ruhaipari Tervező Vállalat végezte, szövetkezeti vonalon ugyanezt az irányító szerepet az OKISZ Labor töltötte be.)
Ezt követően elvégzett egy négyhetes manökenképző tanfolyamot. Ezután számos fotón, címlapokon, divatlapokban és reklámokban láthatta őt a közönség, például az Ez a Divat című divatlapban, miközben számos divatbemutatón vett részt.

„Állandóan vidéki bemutatókra járunk. Délben elindulunk, délután, este bemutató, aztán éjjel vissza Pestre. Másnap reggel  próbára kell menni, és ugye egy maneken nem jelenhet meg fáradtan, karikás szemmel. Arról nem is beszélve, hogy az állandó rohanás rányomja bélyegét a magánéletünkre is, sok házasság ment emiatt tönkre…”

– Tálas Kati, Dunántúli napló, 1975. október 6. 274. szám

Az Ez a Divat magazin szerkesztőségénél nem a beállított, merev, fotózást, hanem a folyamatos mozgásban pózoló modellek fényképezését szem előtt tartó fotósok és modellek dolgoztak, a fotózáson mozgásban pózolást elsőként Tálas Kati kezdte el megvalósítani más magyar modellekkel, Safranek Annával és Pataki Ágival együtt. Így aztán a következő években az őt követő modellgeneráció már ezzel a mozgásstílussal kezdett el dolgozni.
1977-ben a Hilton Szállóban megrendezett Ez a divat című divatmagazin bálján „Az év manökenje” verseny  második helyezettje Tálas Kati volt.
Férje volt Marton László rendező. Két fiúgyermek édesanyja.

## Fotósai voltak
Többek közt: Módos Gábor, Tulok András,  Lengyel Miklós, Horling Róbert, Martin Gábor, Novotta Ferenc, Bara István fotóművészek.